# Die Mühle und das Kreuz
Die Mühle und das Kreuz ist ein Spielfilm von Lech Majewski aus dem Jahr 2011. In den Hauptrollen spielen Rutger Hauer, Charlotte Rampling und Michael York. Der Film basiert auf dem Buch von Michael Francis Gibson The Mill and the Cross und kreist um die Entstehung des Bruegel-Gemäldes Die Kreuztragung Christi (1564). Der Film ist eine polnisch-schwedische Koproduktion. Die Dreharbeiten wurden im August 2009 abgeschlossen. Der Film wurde am 23. Januar 2011 beim Sundance Film Festival vorgestellt.

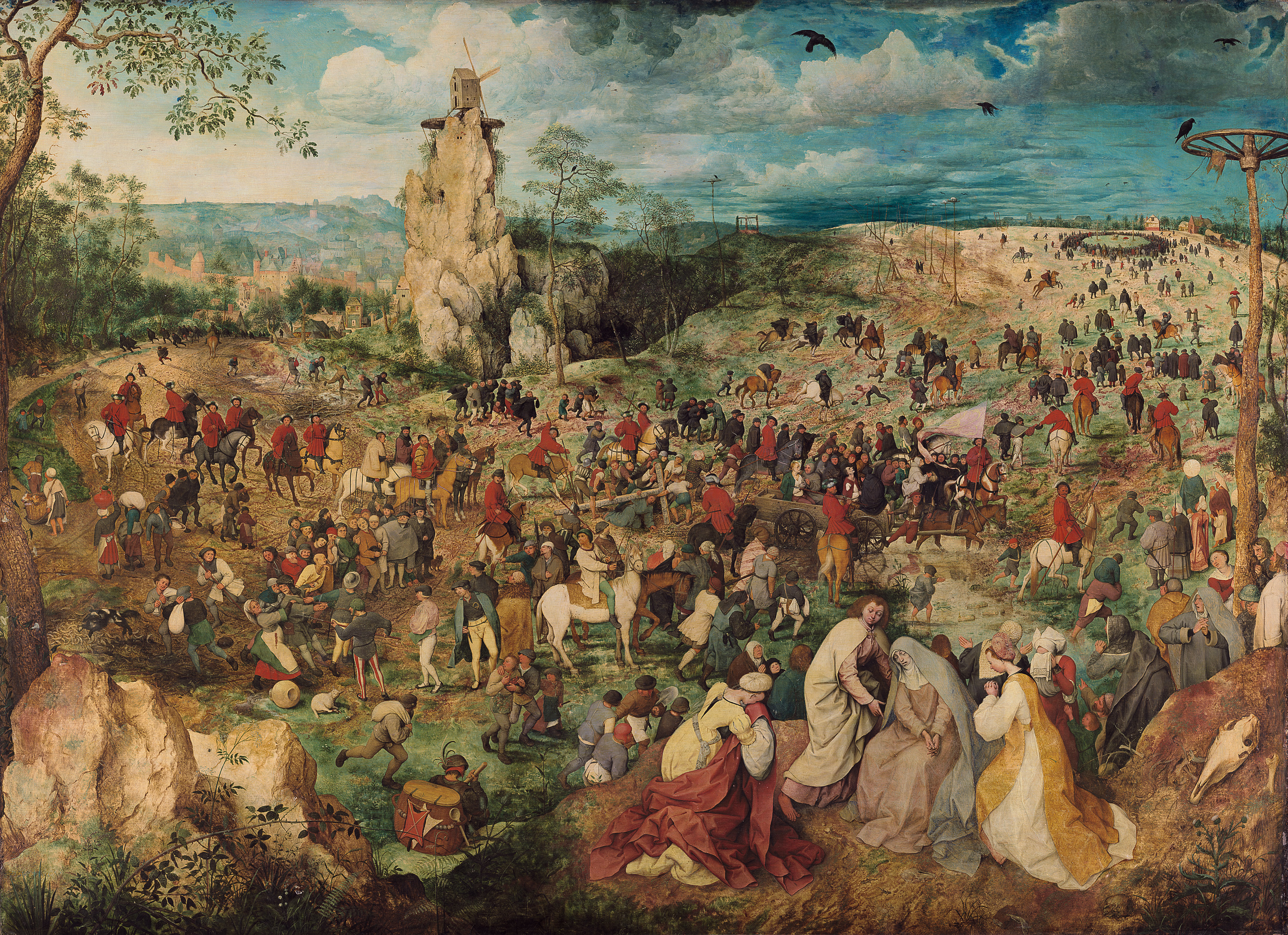
Pieter Bruegel Die Kreuztragung Christi

## Handlung
Von den etwa 500 Personen in Bruegels Gemälde werden im Film ein Dutzend ins Auge gefasst. Das Motiv der Leiden Christi wird mit der religiösen Verfolgung in den Spanischen Niederlanden zur Entstehungszeit des Bildes kontrastiert.

## Kritiken
„Anstatt vor üblicher Historienkulisse ein Kostümbiopic über Genie und Wahn eines Künstlers auszubreiten, hat Majewski einen radikalen, bestechenden Ansatz gewählt, der einen vollendeten Kunstfilm gebiert. Von Beginn an versenkt sich die Kamera andächtig in das raue Naturidyll Flanderns anno 1564, durchmisst respektvoll Tableaus von Bauernstilleben und Nebellandschaften, beschwört eine fabelhafte Atmosphäre und genießt diese in ausführlicher Ruhe. Aus den gut 500 Gestalten des Mammutbildes wählt Majewski ein Dutzend, deren Tagwerk auf Höfen, Feldern und Märkten er in detailgenau ausgestattetem Naturalismus abbildet – unverklärt und doch lyrisch. Er evoziert eine fast handlungslose Gemäldegalerie in gedeckten Farben, viel indirektem Naturlicht und dunklen Tönen. Lange Zeit lässt er Bilder und Geräusche für sich sprechen, bis sich Kunstsammler Nicolas Jonghelinck (Michael York) über die Unterdrückung durch die Spanier, Maler Bruegel (Rutger Hauer) über Genese und Herangehensweise seines Bildes und die Jungfrau Maria (Charlotte Rampling) über Jesu Tod monologisch auslassen.“